# أمبروكسول
أمبروكسول (بالإنجليزية: Ambroxol)‏ هو مركب كيميائي من عائلة الهكسانول؛ يستعمل كجزء من علاج التهاب الشعب الهوائية، والتهاب الجيوب الأنفية والسعال.